# The Big Soul of John Lee Hooker
The Big Soul of John Lee Hooker — студійний альбом американського блюзового музиканта Джона Лі Гукера, випущений у 1963 році лейблом Vee-Jay.

## Опис
На цьому альбомі Джон Лі Гукер звучить досить незвично для себе. Через велику популярність музики ритм-енд-блюз і соул, на цій сесії йому акомпанує вокальний гурт the Vandellas, на усіх окрім однієї з 11 пісень. Також з ним грає невідомий гурт, з акомпанементом на органі. Серед пісень, лише «Send Me Your Pillow» більш менш нагадує традиційні соул-блюзові записи Гукера; а інші, наприклад «She Shot Me Down» (рімейк його хіта «Boom Boom»), дуже близька до його відомого стандартного репертуару.
Пісні «Take a Look at Yourself»/«Frisco Blues» були випущені на синглі (VJ 493) у 1963 році.

## Список композицій
1. «Frisco Blues» (Джон Лі Гукер) — 2:46
2. «Take a Look at Yourself» (Джон Лі Гукер) — 2:48
3. «Send Me Your Pillow» (Джон Лі Гукер) — 2:50
4. «She Shot Me Down» (Джон Лі Гукер) — 2:28
5. «I Love Her» (Джон Лі Гукер) — 2:14
6. «Old Time Shimmy» (Джон Лі Гукер) — 2:21
7. «You Know I Love You» (Джон Лі Гукер) — 1:56
8. «Big Soul» (Джон Лі Гукер) — 2:09
9. «Good Rocking Mama» (Джон Лі Гукер) — 2:28
10. «Onions» (Джон Лі Гукер) — 2:10
11. «No One Told Me» (Джон Лі Гукер) — 2:08

## Учасники запису
- Джон Лі Гукер — вокал, гітара
- the Vandellas — бек-вокал

Технічний персонал
- Джон В. Пітерс — текст